# Bludenz
Bludenz (phát âm tiếng Đức: [ˈbluːdɛnt͡s] ⓘ; Alemannic: Bludaz) là một thị trấn thuộc bang cực tây Áo là Vorarlberg với khoảng 15.000 dân. Đây là trung tâm hành chính của Quận Bludenz, bao gồm khoảng một nửa lãnh thổ Vorarlberg.  

## Địa lý
Thị trấn nằm trên sông Ill, một phụ lưu trực tiếp của sông Rhine. Nó được bao quanh bởi dãy Bregenz Forest Mountains ở phía bắc, và bởi dãy Rätikon cùng dãy Silvretta ở phía nam. Bludenz nằm tại điểm giao của năm thung lũng: Walgau và Montafon (Ill), Brandnertal, Klostertal kéo dài đến đèo Arlberg, và Großes Walsertal.  
Bludenz là điểm khởi hành phổ biến cho các hoạt động leo núi và đạp xe địa hình vào mùa xuân, hè và thu. Nó cũng nằm không xa nhiều khu nghỉ dưỡng trượt tuyết (ví dụ: Brand và Lech).  
Các công ty lớn có trụ sở tại đây gồm Mondelēz International (sản xuất sô cô la Milka) và nhà máy bia Fohrenburg được thành lập năm 1881.

## Lịch sử
Các phát hiện khảo cổ cho thấy khu vực Bludenz đã có cư dân từ Thời đại Đồ đồng, và tiếp tục tồn tại trong thời kỳ La Tène.
Bludenz lần đầu tiên được nhắc đến vào năm 830 CN trong một urbarium của các lãnh địa Raetia thuộc Đế chế Caroling. Thị trấn được thành lập bởi triều đại bá tước Werdenberg; đặc quyền thị trấn được ban hành vào năm 1274. Một sự kiện về việc công tước Habsburg Frederick IV của Áo, người vừa nhận một lệnh cấm của hoàng đế tại Công đồng Constance, từng ở lại đây vào ngày 30 tháng 3 năm 1416 đã được ghi chép. Bốn năm sau, Bludenz trở thành một phần lãnh thổ của Áo Ngoại vi thuộc triều đại Habsburg.

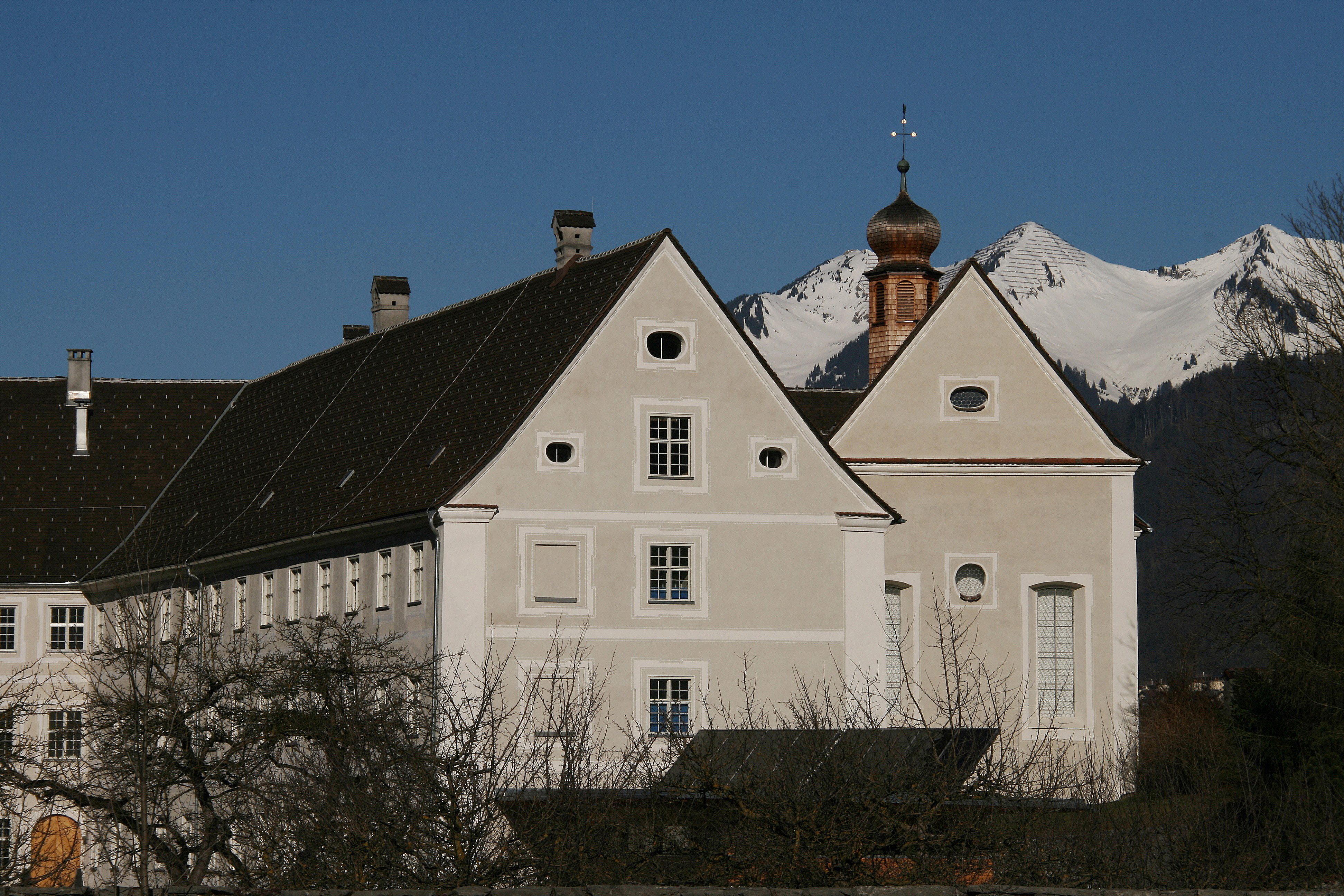
Tu viện Thánh Phêrô ở Bludenz

Trụ sở quận Bludenz đặt tại Lâu đài Gayenhofen, được xây dựng vào thế kỷ 18.

## Giáo dục
Các trường trung học ở Bludenz bao gồm Bundesgymnasium und Bundesrealgymnasium Bludenz.

## Văn hóa
Liên hoan phim ngắn Alpinale được thành lập năm 1985 tại Bludenz. Vào tháng 8 hằng năm, khoảng 40 bộ phim ngắn quốc tế được trình chiếu cho khoảng 1.000 khán giả. Các sự kiện liên quan bao gồm Alpinale Ländle Tour, Đêm phim ngắn Vorarlberg, và Đêm phim ngắn Kinh dị vào mùa thu. Liên hoan diễn ra tại Bludenz từ 1985 đến 2002, và từ 2020 trở lại. Trong giai đoạn 2003–2019, nó được tổ chức ở Nenzing.
Bảo tàng Nhà máy bia Fohrenburg trưng bày sự phát triển của nhà máy bia Fohrenburg và nghề nấu bia tại Bludenz nói chung. Các bức ảnh lịch sử, chai bia và nhãn mác cũ, các mẫu quảng cáo và thiết bị sản xuất bia cho phép nhìn lại hơn 130 năm lịch sử sản xuất bia của Fohrenburg.

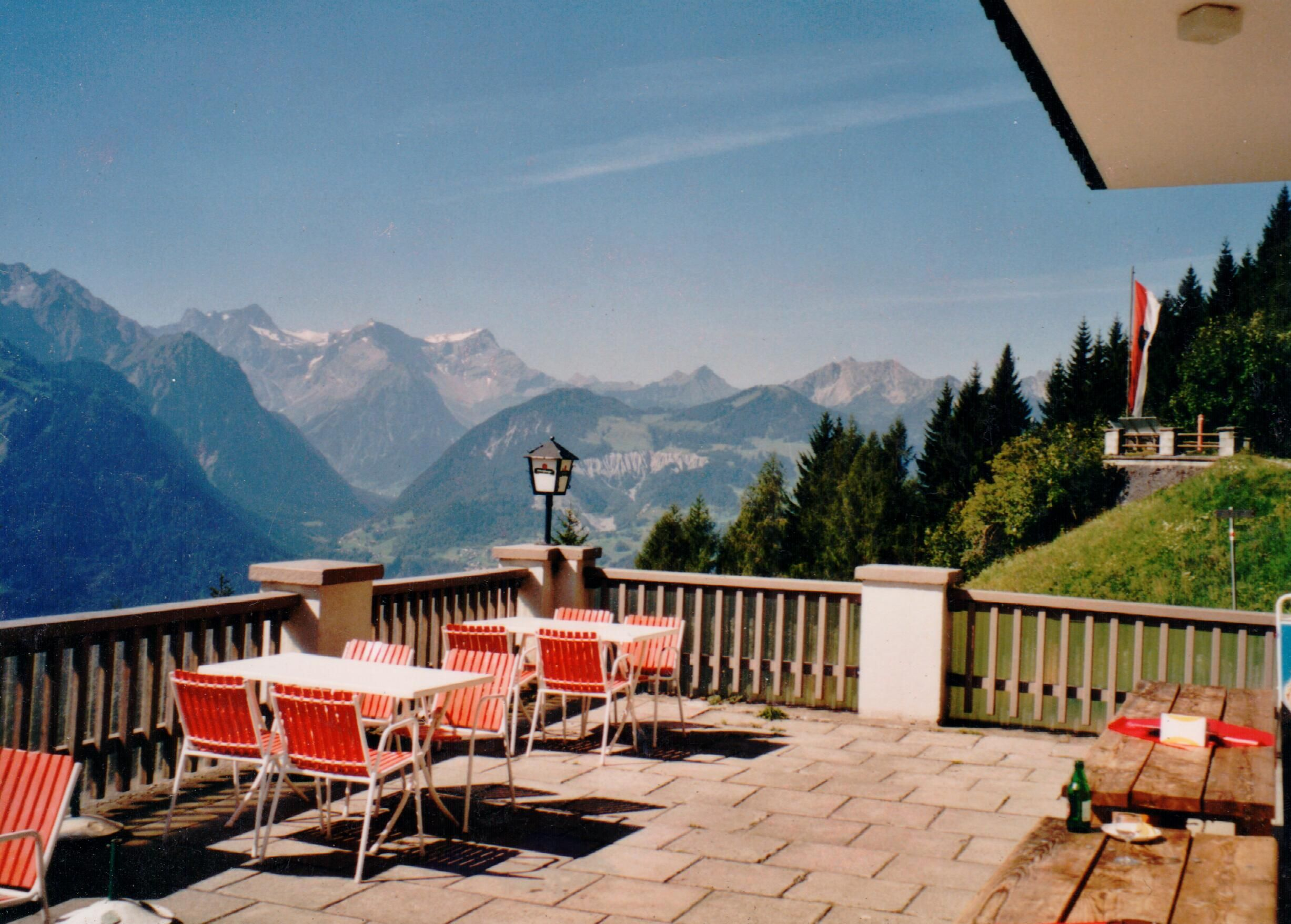
Nhà hàng Muttersberg tại Muttersberg ở Bludenz, Vorarlberg (2000). Ở hậu cảnh là điểm bắt đầu của Brandnertal.

Bludenzer Tage zeitgemäßer Musik là một liên hoan âm nhạc đương đại quốc tế được tổ chức hằng năm vào mùa thu/đông. Nó được sáng lập bởi Hans Peter Frick, sau đó các giám đốc nghệ thuật lần lượt là Georg Friedrich Haas, Wolfram Schurig, Alexander Moosbrugger và nữ soạn nhạc trẻ người Ý Clara Iannotta, người chịu trách nhiệm cho chương trình từ năm 2014. Qua nhiều năm, hơn 100 buổi ra mắt thế giới đã được biểu diễn tại Bludenz.

## Nhân vật đáng chú ý

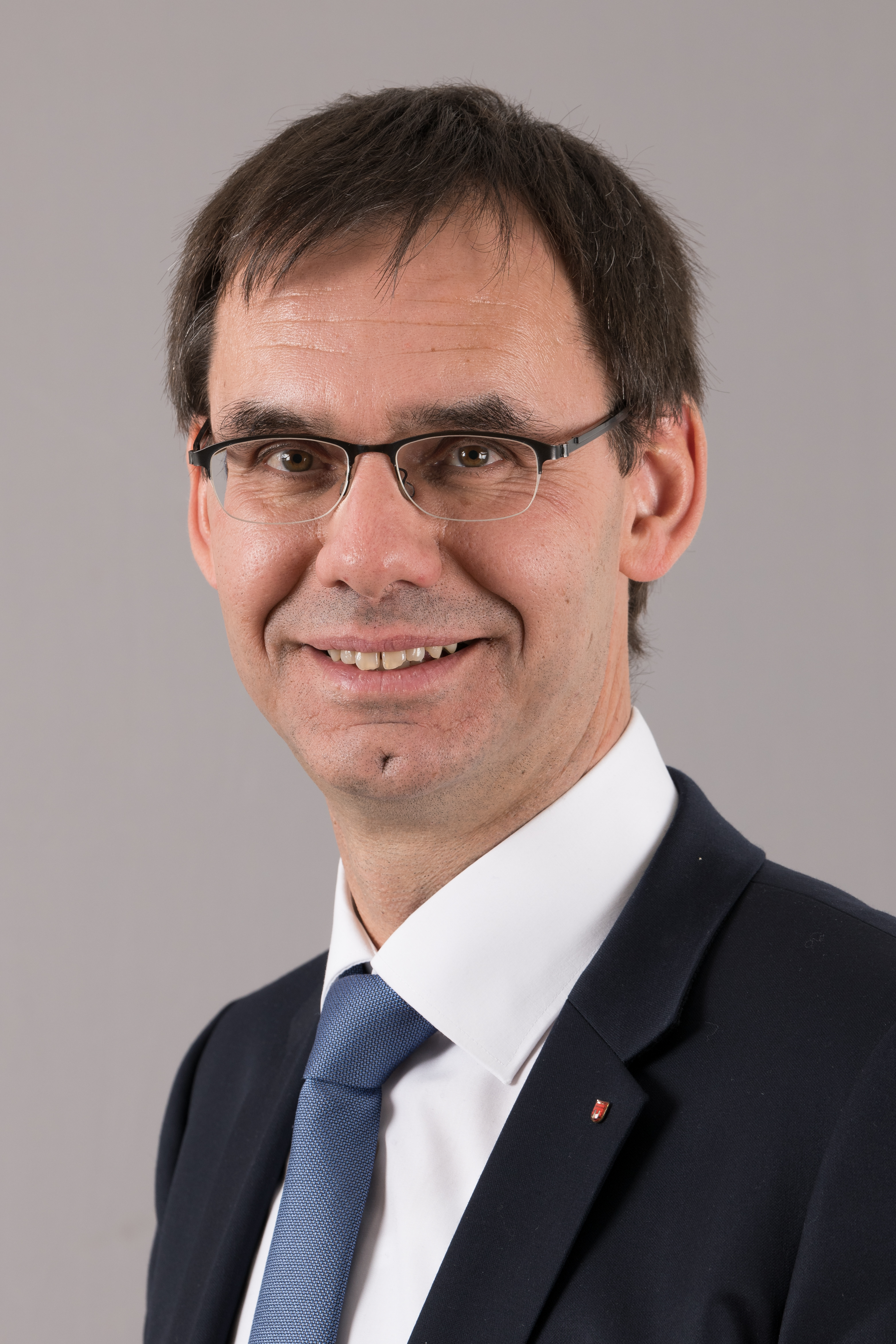
Markus Wallner, 2017

- Bertram Batlogg (sinh 1950), nhà vật lý người Áo, nghiên cứu về siêu dẫn nhiệt độ cao
- Herbert Willi (sinh 1956), nhà soạn nhạc cổ điển người Áo
- Robert Rollinger (sinh 1964), nhà sử học cổ đại và nhà Assyri học, từng nghiên cứu về Herodotus
- Markus Wallner (sinh 1967), chính trị gia người Áo (ÖVP), Thống đốc Vorarlberg

### Thể thao
- Dietmar Berchtold (sinh 1974), tiền vệ bóng đá người Áo, đã chơi hơn 370 trận
- Dursun Karatay (sinh 1984), cầu thủ bóng đá người Áo, đã chơi hơn 250 trận
- Johannes Strolz (sinh 1992), vận động viên trượt tuyết núi cao, giành hai huy chương vàng và một huy chương bạc tại Thế vận hội Mùa đông 2022
- Seifedin Chabbi (sinh 1993), cầu thủ bóng đá người Áo, đã chơi hơn 260 trận
- Marco Stark (sinh 1993), cựu cầu thủ bóng đá người Áo, đã chơi hơn 290 trận

## Giao thông
Có ba ga đường sắt đang hoạt động tại Bludenz: Ga Bludenz (ga chính) nằm tại giao điểm của các tuyến Tuyến đường sắt Vorarlberg, Tuyến đường sắt Arlberg và Tuyến đường sắt Bludenz–Schruns (Montafonerbahn), cùng với Ga Bludenz-Moos và Ga Brunnenfeld-Stallehr, đều nằm trên tuyến Bludenz–Schruns. Các ga này được phục vụ bởi tuyến tàu khu vực S4 của Vorarlberg S-Bahn. Ga Bludenz là điểm cuối phía nam của tuyến S1 của Vorarlberg S-Bahn.